# Diapetimorpha
Diapetimorpha är ett släkte av steklar. Diapetimorpha ingår i familjen brokparasitsteklar.

## Dottertaxa tillDiapetimorpha, i alfabetisk ordning[1]
- Diapetimorpha acadia
- Diapetimorpha alabama
- Diapetimorpha albispinis
- Diapetimorpha albituberculata
- Diapetimorpha amoena
- Diapetimorpha arcta
- Diapetimorpha aspila
- Diapetimorpha bellatoria
- Diapetimorpha bispinosa
- Diapetimorpha brethesi
- Diapetimorpha brunnea
- Diapetimorpha caieteurensis
- Diapetimorpha carpocapsae
- Diapetimorpha cognator
- Diapetimorpha communis
- Diapetimorpha crassa
- Diapetimorpha delfini
- Diapetimorpha dorsator
- Diapetimorpha ferrumequinum
- Diapetimorpha introita
- Diapetimorpha leucopygus
- Diapetimorpha macula
- Diapetimorpha mandibulator
- Diapetimorpha monilis
- Diapetimorpha montezuma
- Diapetimorpha ornatifrons
- Diapetimorpha pedator
- Diapetimorpha persimilis
- Diapetimorpha picta
- Diapetimorpha postica
- Diapetimorpha pronotalis
- Diapetimorpha punctatoria
- Diapetimorpha quadrilineata
- Diapetimorpha rufa
- Diapetimorpha ruficoxa
- Diapetimorpha ruficrus
- Diapetimorpha rufigaster
- Diapetimorpha rugosa
- Diapetimorpha scitula
- Diapetimorpha simonis
- Diapetimorpha sphenos
- Diapetimorpha spinosa
- Diapetimorpha taschenbergii
- Diapetimorpha tibiator
- Diapetimorpha unifasciata
- Diapetimorpha unilineata
- Diapetimorpha v-album
- Diapetimorpha vindicator